# 本宮町 (福島県)
本宮町（もとみやまち）は、福島県中通りにあった町。2007年（平成19年）1月1日、白沢村と新設合併して本宮市となった。

## 地理
福島県のほぼ中央に位置し、南は郡山市に隣接する。
北は大玉村・白沢村と隣接しているため、二本松市とは隣接していない。

### 隣接していた自治体
- 郡山市
- 安達郡大玉村
- 安達郡白沢村

## 歴史

### 年表
- 1887年（明治20年）12月15日 - 本宮駅が開業。
- 1889年（明治22年）4月1日 - 町村制施行により、安達郡本宮町が発足。
- 1954年（昭和29年）3月31日 - 本宮町、荒井村、青田村、仁井田村が合併し（新）本宮町となる。
- 1955年（昭和30年）4月30日 - 和木沢村のうち高木地区を編入。
- 1956年（昭和31年）4月30日 - 岩根村を編入。
- 1981年（昭和56年）8月4日 - 本宮インターチェンジが供用開始。
- 2007年（平成19年）1月1日 - 白沢村と合併し本宮市となる。

### 行政区域変遷
- 変遷の年表

| 本宮町町域の変遷（年表） | 本宮町町域の変遷（年表） | 本宮町町域の変遷（年表） |
| 年                       | 月日                     | 旧本宮町町域に関連する行政区域変遷 |
| ------------------------ | ------------------------ | --- |
| 1889年（明治22年）       | 4月1日                   | 町村制施行により、以下の村が発足。 - 本宮町 ← 本宮村単独で町制施行 - 荒井村 ← 荒井村単独で村制施行 - 青田村 ← 青田村単独で村制施行 - 仁井田村 ← 仁井田村単独で村制施行 - 岩根村 ← 岩根村・関下村 - 和木沢村 ← 和田村・糠沢村・高木村 |
| 1954年（昭和29年）       | 3月31日                  | 本宮町・荒井村・青田村・仁井田村が合併し本宮町が発足。 |
| 1955年（昭和30年）       | 4月30日                  | 和木沢村の一部（高木と糠沢の一部）は本宮町に編入。 |
| 1956年（昭和31年）       | 4月30日                  | 岩根村は本宮町に編入。 |
| 2007年（平成19年）       | 1月1日                   | 本宮町は白沢村と合併し本宮市が発足。本宮町は消滅。 |

- 変遷表

| 本宮町町域の変遷表 | 本宮町町域の変遷表 | 本宮町町域の変遷表  | 本宮町町域の変遷表 | 本宮町町域の変遷表           | 本宮町町域の変遷表    | 本宮町町域の変遷表 |
| 1868年 以前        | 1868年 以前        | 明治元年 - 明治22年 | 明治22年 4月1日    | 明治22年 - 昭和64年          | 平成元年 - 現在       | 現在               |
| ------------------ | ------------------ | ------------------- | ------------------ | ---------------------------- | --------------------- | ------------------ |
|                    | 本宮村             | 本宮村              | 本宮町             | 昭和29年3月31日 本宮町       | 平成19年1月1日 本宮市 | 本宮市             |
|                    | 荒井村             | 明治9年 荒井村      | 荒井村             | 昭和29年3月31日 本宮町       | 平成19年1月1日 本宮市 | 本宮市             |
|                    | 仁井田村           | 明治9年 荒井村      | 荒井村             | 昭和29年3月31日 本宮町       | 平成19年1月1日 本宮市 | 本宮市             |
|                    | 仁井田村           | 仁井田村            |                    | 昭和29年3月31日 本宮町       | 平成19年1月1日 本宮市 | 本宮市             |
|                    | 青田村             | 青田村              | 青田村             | 昭和29年3月31日 本宮町       | 平成19年1月1日 本宮市 | 本宮市             |
|                    | 羽瀬石村           | 明治9年 岩根村      | 岩根村             | 昭和31年4月30日 本宮町に編入 | 平成19年1月1日 本宮市 | 本宮市             |
|                    | 苗代田村           | 明治9年 岩根村      | 岩根村             | 昭和31年4月30日 本宮町に編入 | 平成19年1月1日 本宮市 | 本宮市             |
|                    | 関下村             |                     | 岩根村             | 昭和31年4月30日 本宮町に編入 | 平成19年1月1日 本宮市 | 本宮市             |
|                    | 高木村             | 高木村              | 和木沢村 の一部    | 昭和30年4月30日 本宮町に編入 | 平成19年1月1日 本宮市 | 本宮市             |
|                    | 糠沢村の一部       |                     | 和木沢村 の一部    | 昭和30年4月30日 本宮町に編入 | 平成19年1月1日 本宮市 | 本宮市             |

## 産業

### 農業
農業粗生産額：16億0000万円（平成14年）
肥沃な水田では良質の米（コシヒカリ）が生産される。

### 工業
製造品出荷額：2,904億9300万円（平成14年）
高速道路（東北道と磐越道）が交差、工業団地が広がる。アサヒビール福島工場が有名。専用の浄水場が設けられている。

### 特産品
- 本宮烏骨鶏

## 公園
- みずいろ公園
- 高木総合運動公園
- 蛇の花遊楽園

## 教育

### 高等学校
- 本宮高等学校

### 中学校
- 本宮町立本宮第一中学校（現 本宮市立本宮第一中学校）
- 本宮町立本宮第二中学校（現 本宮市立本宮第二中学校）

### 小学校
- 本宮町立本宮小学校
- 本宮町立五百川小学校
- 本宮町立岩根小学校
- 本宮町立本宮まゆみ小学校

## 交通

### 鉄道
- 東日本旅客鉄道
  - ■東北本線
    - 五百川駅 - 本宮駅（主となる駅）

### 道路
高速道路
- 東北自動車道
  - 本宮IC - （安達太良SA）

一般国道
- 国道4号

主要地方道
- 福島県道8号本宮熱海線
- 福島県道28号本宮三春線
- 福島県道30号本宮土湯温泉線
- 福島県道73号二本松金屋線

一般県道
- 福島県道146号石筵本宮線
- 福島県道189号本宮停車場線
- 福島県道296号荒井郡山線
- 福島県道304号大橋五百川停車場線
- 福島県道355号須賀川二本松線
- 福島県道357号岩根日和田線

### 路線バス
- 福島交通

町内に本宮営業所があった

## 出身の有名人
- 遠藤芳信 - 教育学者
- 三瓶 - お笑い芸人
- 伊藤久男 - 歌手
- 児玉誉士夫 - 右翼運動家
- 橋本康子 - 女子マラソン選手